# Kramat Jati (plaats)
Kramat Jati is een plaats (wijk kelurahan) in het bestuurlijke gebied Kramat Jati, Jakarta Timur in de provincie Jakarta, Indonesië. De plaats telt 33.181 inwoners (volkstelling 2010).